# Arrondissement La Louvière
Het arrondissement La Louvière is een van de zeven arrondissementen van de provincie Henegouwen. Het arrondissement heeft een oppervlakte van 217,88 km² en telt 142.518 inwoners op 1 januari 2025.
Het arrondissement is enkel een bestuurlijk arrondissement. Gerechtelijk behoort dit tot het gerechtelijk arrondissement Henegouwen.

## Geschiedenis
Het arrondissement La Louvière ontstond in 2019 door het samenvoegen van de stad La Louvière uit het arrondissement Zinnik met de gemeenten Binche, Estinnes en Morlanwelz uit het arrondissement Thuin.

## Demografische evolutie
De inwoneraantallen voorafgaand aan de oprichting in 2019 hebben betrekking op de vier fusiegemeenten die sinds de oprichting deel uitmaken van het arrondissement.
- Bron: NIS - Opm: 1831 t/m 1980=volkstellingen; vanaf 1990= inwoneraantal per 1 januari

| Inwoners van jaar tot jaar op 1 januari 1992 tot heden | Inwoners van jaar tot jaar op 1 januari 1992 tot heden | Inwoners van jaar tot jaar op 1 januari 1992 tot heden | Inwoners van jaar tot jaar op 1 januari 1992 tot heden |
| Jaar                                                   | Aantal                                                 | Evolutie: 1992=index 100                               | Evolutie: 2019=index 100                               |
| ------------------------------------------------------ | ------------------------------------------------------ | ------------------------------------------------------ | ------------------------------------------------------ |
| 1992                                                   | 134.923                                                | 100,0                                                  |                                                        |
| 1993                                                   | 135.449                                                | 100,4                                                  |                                                        |
| 1994                                                   | 135.456                                                | 100,4                                                  |                                                        |
| 1995                                                   | 135.419                                                | 100,4                                                  |                                                        |
| 1996                                                   | 135.037                                                | 100,1                                                  |                                                        |
| 1997                                                   | 134.989                                                | 100,0                                                  |                                                        |
| 1998                                                   | 134.856                                                | 100,0                                                  |                                                        |
| 1999                                                   | 135.011                                                | 100,1                                                  |                                                        |
| 2000                                                   | 134.708                                                | 99,8                                                   |                                                        |
| 2001                                                   | 134.741                                                | 99,9                                                   |                                                        |
| 2002                                                   | 134.883                                                | 100,0                                                  |                                                        |
| 2003                                                   | 134.776                                                | 99,9                                                   |                                                        |
| 2004                                                   | 134.857                                                | 100,0                                                  |                                                        |
| 2005                                                   | 135.096                                                | 100,1                                                  |                                                        |
| 2006                                                   | 135.627                                                | 100,5                                                  |                                                        |
| 2007                                                   | 136.148                                                | 100,9                                                  |                                                        |
| 2008                                                   | 136.608                                                | 101,2                                                  |                                                        |
| 2009                                                   | 136.866                                                | 101,4                                                  |                                                        |
| 2010                                                   | 137.299                                                | 101,8                                                  |                                                        |
| 2011                                                   | 137.788                                                | 102,1                                                  |                                                        |
| 2012                                                   | 138.644                                                | 102,8                                                  |                                                        |
| 2013                                                   | 139.340                                                | 103,3                                                  |                                                        |
| 2014                                                   | 140.128                                                | 103,9                                                  |                                                        |
| 2015                                                   | 140.403                                                | 104,1                                                  |                                                        |
| 2016                                                   | 140.651                                                | 104,2                                                  |                                                        |
| 2017                                                   | 141.013                                                | 104,5                                                  |                                                        |
| 2018                                                   | 140.969                                                | 104,5                                                  |                                                        |
| 2019                                                   | 141.060                                                | 104,5                                                  | 100,0                                                  |
| 2020                                                   | 141.470                                                | 104,9                                                  | 100,3                                                  |
| 2021                                                   | 141.357                                                | 104,8                                                  | 100,2                                                  |
| 2022                                                   | 141.610                                                | 105,0                                                  | 100,4                                                  |
| 2023                                                   | 142.213                                                | 105,4                                                  | 100,8                                                  |
| 2024                                                   | 142.019                                                | 105,3                                                  | 100,7                                                  |
| 2025                                                   | 142.518                                                | 105,6                                                  | 101,0                                                  |

## Gemeenten en deelgemeenten
Gemeenten:
- Binche (stad)
- Estinnes
- La Louvière (stad)
- Morlanwelz

Deelgemeenten:
| - Binche - Boussoit - Bray - Buvrinnes - Carnières - Croix-lez-Rouveroy - Épinois - Estinnes-au-Mont - Estinnes-au-Val - Fauroeulx |

| - Haine-Saint-Paul - Haine-Saint-Pierre - Haulchin - Houdeng-Aimeries - Houdeng-Gœgnies - La Louvière - Leval-Trahegnies - Maurage - Mont-Sainte-Aldegonde - Morlanwelz-Mariemont |

| - Peissant - Péronnes-lez-Binche - Ressaix - Rouveroy - Saint-Vaast - Strépy-Bracquegnies - Trivières - Vellereille-les-Brayeux - Vellereille-le-Sec - Waudrez |

Aalst · Aarlen · Aat · Antwerpen · Bastenaken · Bergen · Borgworm · Brugge · Brussel-Hoofdstad · Charleroi · Dendermonde · Diksmuide · Dinant · Doornik-Moeskroen · Eeklo · Gent · Halle-Vilvoorde · Hasselt · Hoei · Ieper · Kortrijk · La Louvière · Leuven · Luik · Maaseik · Marche-en-Famenne · Mechelen · Namen · Neufchâteau · Nijvel · Oostende · Oudenaarde · Philippeville · Roeselare · Sint-Niklaas · Thuin · Tielt · Tongeren · Turnhout · Verviers · Veurne · Virton · Zinnik